# Hello (canción de Lionel Richie)
«Hello» (en español: «Hola») es el título de una canción interpretada por el cantautor estadounidense Lionel Richie, la canción fue incluida en su segundo álbum de estudio en solitario y multiplatino, Can't Slow Down (1983). La empresa discográfica Motown Records la lanzó el 13 de febrero de 1984 como el tercer sencillo del álbum. Alcanzó el primer puesto en tres listas musicales de Billboard: Hot 100 (por dos semanas), R&B (por tres semanas), y Hot Adult Contemporary Tracks (por seis semanas). La canción también fue número uno en la lista de sencillos de Reino Unido.
Es recordada por el verso «Hello, is it me you're looking for?» (cuya traducción sería «Hola, ¿es a mí a quien estás buscando?»). El solo de guitarra fue ejecutado por el guitarrista Louis Shelton.
La canción está escrita en clave de la menor. Los versos siguen la progresión armónica de LAm9—Cmaj7/G—Fmaj7—C6/G—Fmaj7. El coro interpreta un acorde de sexta napolitana (Bb).

## Video musical
La dirección del video musical estuvo a cargo de Bob Giraldi. En el mismo, Richie aparece como un profesor de actuación y teatro que tiene un amor aparentemente no correspondido por una estudiante ciega (Laura Carrington), hasta que descubre que ella comparte el sentir y lo demuestra esculpiendo la imagen de su cabeza. El busto infame utilizado en el video, que tiene poco parecido con Richie, fue ridiculizado en la cultura popular. El propio Richie se quejó de que el busto no se parecía a él ante Giraldi, quién le recordó que la autora del mismo estaba ciega.

## Listas
| Lista (1984)                                  | Posición más alta |
| --------------------------------------------- | ----------------- |
| Australian Kent Music Report                  | 1                 |
| Ö3 Austria Top 40                             | 3                 |
| Dutch Top 40                                  | 1                 |
| Syndicat National de l'Édition Phonographique | 25                |
| Lista de sencillos de Alemania Occidental     | 2                 |
| Irish Singles Chart                           | 1                 |
| VG-lista                                      | 5                 |
| NZ Recorded Music                             | 1                 |
| Lista de sencillos de Suecia                  | 6                 |
| Schweizer Hitparade                           | 1                 |
| UK Singles Chart                              | 1                 |
| U.S. Billboard Hot 100                        | 1                 |
| U.S. Billboard Hot Adult Contemporary Tracks  | 1                 |
| U.S. Billboard Hot Black Singles              | 1                 |

### Sucesión en las listas
| Predecesor: «Against All Odds (Take a Look at Me Now)» de Phil Collins | U.S. Billboard Hot 100 — Sencillo N.º 1 12 de mayo de 1984 - 25 de mayo de 1984 | Sucesor: «Let's Hear It for the Boy» de Deniece Williams |

| Predecesor: «Got a Hold on Me» de Christine McVie | U.S. Billboard Adult Contemporary Tracks — Sencillo n.º 1 7 de abril de 1984 - 18 de mayo de 1984 | Sucesor: «The Longest Time» de Billy Joel |

| Predecesor: «She's Strange» de Cameo | U.S. Billboard Hot Black Singles — Sencillo n.º 1 5 de mayo de 1984 - 25 de mayo de 1984 | Sucesor: «Don't Waste Your Time» de Yarbrough and Peoples |

| Predecesor: «Against All Odds (Take a Look at Me Now)» de Phil Collins | U.S. Billboard Cash Box Top 100 — Sencillo n.º 1 12 de mayo de 1984 - 25 de mayo de 1984 | Sucesor: «Let's Hear It for the Boy» de Deniece Williams |

## Apariciones y referencias en otros medios
- La versión de Richie de «Hello» ha aparecido en las películas Bitter Moon (1992), Virgen a los 40 (2005), Herbie: Fully Loaded (2005), Scary Movie 4 (2006), Are We Done Yet? (2007), Shrek Forever After (2010),[6] Paddington (2014) y Teenage Mutant Ninja Turtles: Out of the Shadows (2016), así como en el episodio "Geografía de conflicto legal" (3x02) de la serie estadounidense Community y en la serie estadounidense The Goldbergs, en el episodio "Lainey Loves Lionel" (3x14).
- En febrero de 2013, Taco Bell utilizó la versión española de la canción, cantada por Coffey Anderson, en su commercial Cool Ranch Doritos Loco Taco.[7]
- La empresa cervecera de Australasia Lion le pagó a Lionel Richie para que apareciera en un anuncio de su línea de microbarriles Tap Rey durante el 2013. En ellos, un hombre abría su heladera mientras veía a Lionel Richie interpretando la canción en el piano, quien le destapaba la cerveza.[8]